# NUITO
NUITO（ヌイト）は、日本の3人組マス・ロック、プログレッシブ・ロック、フリージャズバンド。レーベルはstudioNUITO。

## 概要
京都市を拠点に現在活動中。2009年1月に活動を休止し、2016年6月にドラマーに新メンバーを迎え活動再開した。変拍子を多用し、非常に複雑な曲構成を特徴とする。例えばUnutellaのNeKoMaJiN vsでは拍子を連ねるとイラストロジックになり猫の絵が浮かび上がる、Hinemosではスピーカーを対面させると隠しトラックが出現するなどギミックを含む実験的な作品が多い。

## メンバー
- 平井慶一郎（読み：ひらいけいいちろう）

ギター担当。また、すべての楽曲の作曲も務める。両手タッピング奏法に様々なエフェクトを多用する。
- 友藤淳（読み：ともふじあつし）

ベース担当。両手タッピング奏法やタッピングハーモニクスを多用する。
- 長畑晴（読み：ながはたせい）

ドラム担当。2016年6月の活動再開より加入。

## ディスコグラフィー

### コンピレーションアルバム
| リリース日    | タイトル                          | 参加収録曲     | 型番      |
| ------------- | --------------------------------- | -------------- | --------- |
| 2017年5月20日 | Shimokitazawa SOUND CRUISING 2017 | 2001年宇宙の旅 | TRSC-2017 |